# Эшинит
Эшини́т (или эсхинит; англ. Aeschynite, от греч. — «стыд», «я стыжусь») — серия редкоземельных минералов, титанониобатов с общей формулой REE(Ti,Nb)2(O,OH)6. Объединяет три минеральных вида: эшинит-(Ce), эшинит-(Y) и эшинит-(Nd). Впервые был найден в 1826 году немецким минералогом Йоханесом Менге (1788—1852) в Ильменских горах. Изучен и определён как новый минерал в 1828 году шведским химиком и минералогом Й. Я. Берцелиусом.

## История, описание
Эшинит (или эсхинит) — редкоземельный минерал титанониобат кальция, железа и тория, впервые в мире найден в 1826 году Й. Менге в Ильменских горах, на восточном берегу озера Ильменское. Минерал ошибочно был принят первооткрывателем за гадолинит.
Изучен и определён как новый минерал в 1828 году Я. Берцелиусом. Название происходит от греческого слова «стыд», или «я стыжусь». Тем самым Берцелиус подчеркнул, что в то время химики ещё не умели полностью отделять «титановую кислоту» (двуокись титана) от «циркониевой земли» (двуокиси циркония).
Химический состав эшинита непостоянен. Образует призматические кристаллы ромбической сингонии, чёрного цвета, с раковистым изломом, смоляным блеском.
Серия эшинитов включает следующие минералы: эшинит-(Ce) [состав — (Ce,Ca,Fe,Th) (Ti,Nb)2(O,OH)6], эшинит-(Y) [состав — (Y,Ca,Fe,Th)(Ti,Nb)2(O,OH)6], эшинит-(Nd) [состав — (Nd,Ce,Ca)(Ti,Nb)2(O,OH)6 2O6].
Встречается в Ильменских горах, в Сибири, Китае, Кении.
Эшинит практического значения не имеет. Представляют большой интерес для музеев и коллекционеров.